# Siechenhauskapelle (Waiblingen)

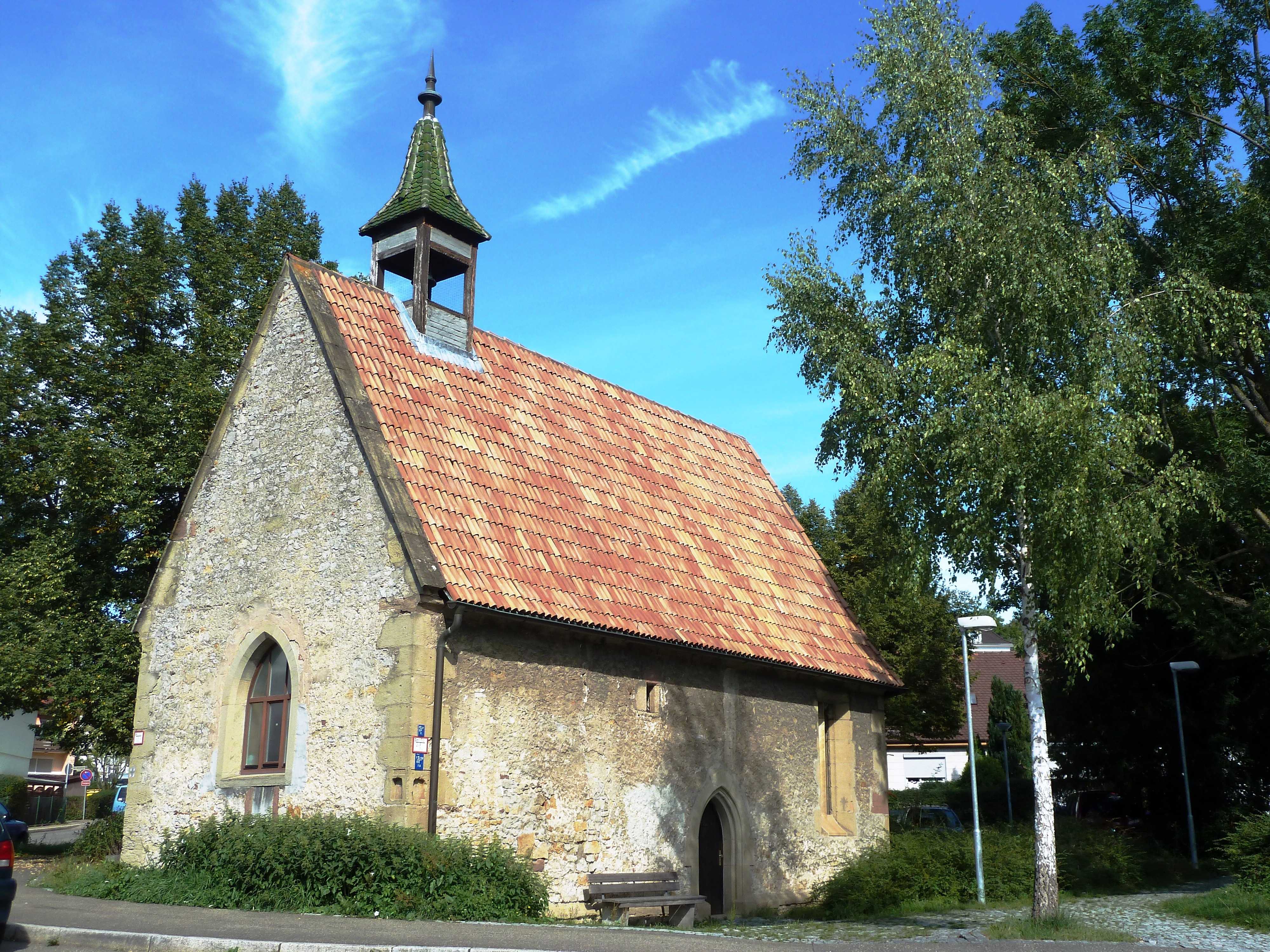
Die Siechenhauskapelle

Die Siechenhauskapelle ist ein Baudenkmal in Waiblingen.

## Geschichte
Die Kapelle wurde 1473 erbaut und 1482 erweitert. Sie ist eines der ältesten Gebäude Waiblingens. Sie hat als eines der wenigen Gebäude den Stadtbrand von 1634 überstanden.
Ursprünglich war der Kapelle das Siechenhaus in baulicher Einheit angeschlossen, welches 1559 erbaut und 1972 abgerissen wurde. Einst befand sich ein Friedhof um die Kapelle herum.
Im Laufe der Jahrhunderte wurde das Gebäude für unterschiedlichste Zwecke genutzt. Beispielsweise als Schießhaus, als Aufbahrungsstätte für Selbstmörder, als Werkstatt, Waschküche und Treffpunkt der Hitlerjugend.
Bis 2012 wurde es rund 40 Jahre als Vereinsheim der DLRG genutzt. Danach wurde es durch den Heimatverein Waiblingen übernommen, eine Gedenktafel angebracht und die Hinterlassenschaften der verschiedenen Nutzungen zurückgebaut.

## Besonderheiten
Eine Besonderheit der Kapelle sind Hagioskope in der Wand, welche den Chor der Kirche von einem Anbau trennt. Hagioskope gibt es in Baden-Württemberg nur drei Mal.